# Enkheimer Ried
Das Enkheimer Ried ist ein Naturschutzgebiet auf dem Gebiet der Stadt Frankfurt am Main in Hessen. Das Naturschutzgebiet liegt am östlichen Rand des Frankfurter Stadtteils Bergen-Enkheim, im Ortsteil Enkheim, am Fuße des Berger Hangs, entlang des Tränkebaches (auch Riedgraben genannt), zwischen der nördlich verlaufenden Landesstraße L 3209 und dem im Süden angrenzenden Enkheimer Wald sowie der in rund einem Kilometer Entfernung südlich verlaufenden A 66.

## Geschichte

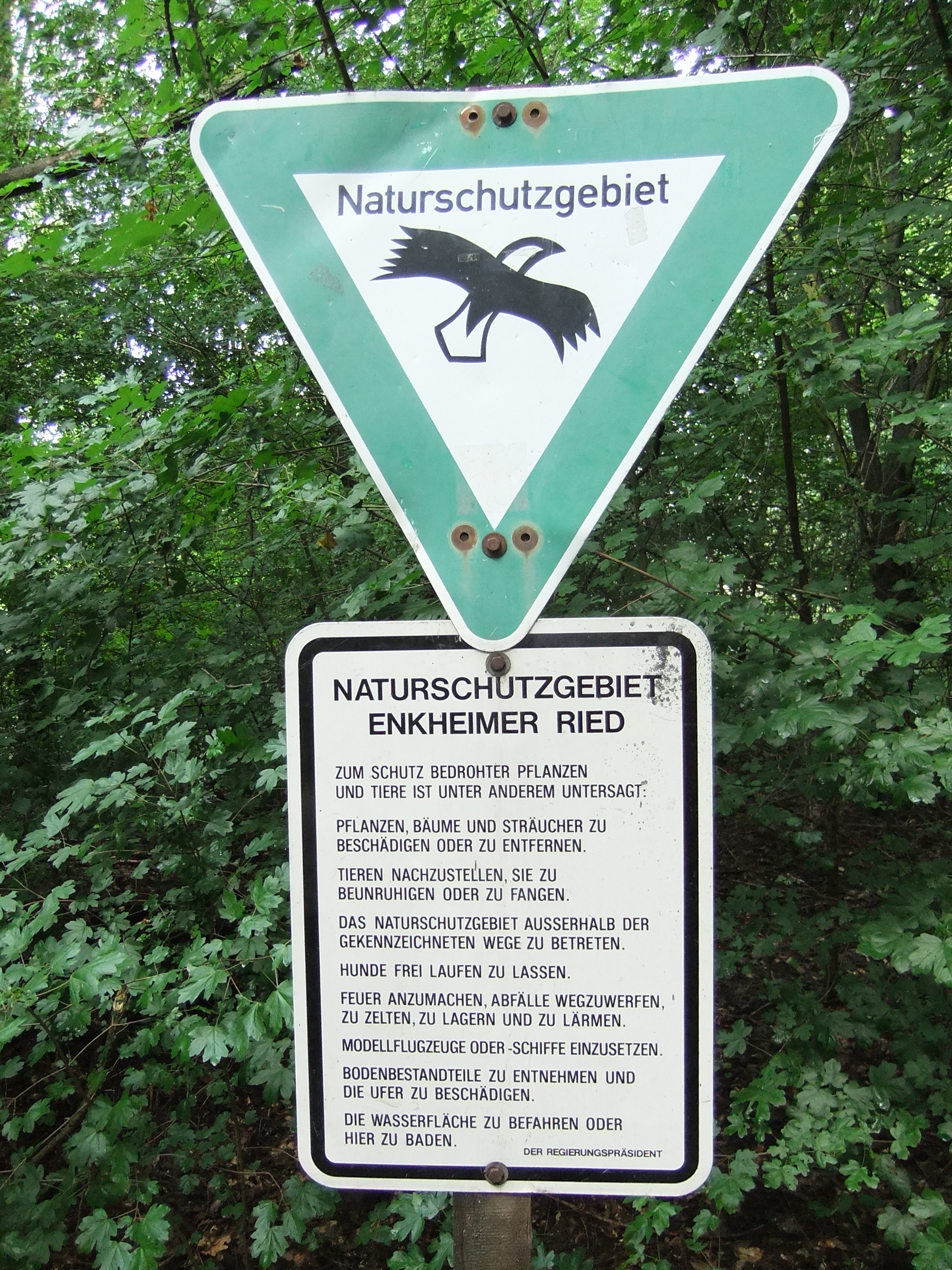
NSG-Schild Enkheimer Ried

Zentrales Landschaftselement des Enkheimer Rieds ist der Riedteich mit 4,5 ha Wasserfläche. Der Teich ist ein teilweise verlandeter Altarm des Mains und dessen rechtem Zuflusses Kinzig auf einer diluvialen Terrasse im Urstromtal beider Flüsse. Der Verlauf des Altmains kann geologisch von Hanau-Wilhelmsbad im Osten über Maintal-Bischofsheim sowie die Frankfurter Stadtteile Enkheim und Seckbach bis zum Frankfurter Ostpark im Westen rekonstruiert werden.
Bis zur Kanalisierung des Mains im 19. Jahrhundert war das Enkheimer Ried ein Sumpfgebiet, das bei Hochwasser regelmäßig überschwemmt wurde. Erste Versuche zur Entwässerung des Rieds hatten im Mittelalter stattgefunden: Ein in dieser Zeit angelegter Wassergraben führte von Bischofsheim über Enkheimer und Seckbacher Ried nach Westen bis in den Rechneigraben, Teil der Frankfurter Stadtbefestigung. Es wird vermutet, dass dieser Graben nur wenig zur Entwässerung des Rieds beitragen konnte.
Zu einem Teich wurde das Enkheimer Ried durch den Abbau von Torf; von 1829 bis 1864 hatte die Gemeinde Enkheim das Gebiet zu diesem Zweck verpachtet. Durch den Torfstich entstanden mehrere Tümpel verschiedener Größe und mit bis zu fünf Metern Tiefe. An diesen wurde bis 1924 Eis für Kühlungszwecke gestochen. Um die Ausbeute an Eis zu vergrößern, wurde das im Ried stehende Wasser im Herbst aufgestaut und das Schmelzwasser im darauf folgenden Frühjahr wieder abgelassen. Der westliche, nicht als Naturschutzgebiet ausgewiesene Teil des Riedteichs wurde nach dem Zweiten Weltkrieg durch die Gemeinde Enkheim zugeschüttet, um Baugrund für Sport- und Freizeitanlagen zu gewinnen, die bis in die Gegenwart dort bestehen.
Der heutige Riedteich wird außer von dem aus Richtung Maintal kommenden Tränkebach (in Frankfurt Riedgraben genannt) gespeist von Sickerwasser und Quellen, die ihm vom Berger- und Bischofsheimer Hang zufließen. Der Tränkebach war im Jahr 1927 im Bereich des heutigen Naturschutzgebiets begradigt worden, um dessen Abflussgeschwindigkeit zu erhöhen. Diese Flussbegradigung wurde in den 1970er-Jahren weiter ausgebaut, indem das Bachbett mit Beton verschalt wurde. Eine abschnittweise Renaturierung auf einer Strecke von rund 600 m erfolgte 1997; die weitere Entwicklung der naturnahen Umgestaltung des Gewässers war bis zum Jahr 2000 Gegenstand wissenschaftlicher Untersuchungen.

### Naturschutz
Seit Mitte der 1920er-Jahre existierten Pläne, das Enkheimer Ried unter Naturschutz zu stellen. Mit dem Ziel, diese Pläne zu verwirklichen, erwarb die Stiftung Allgemeiner Almosenkasten im Jahr 1936 das Gebiet. Die rechtliche Grundlage für die Auszeichnung als Schutzgebiet bildete das Reichsnaturschutzgesetz von 1935. Die Verordnung über den Status des damals NSG Enkheimer Riedteiche genannten Naturschutzgebiets trat am 2. September 1937 in Kraft. In jenem Jahr betrug die Ausdehnung der geschützten Fläche 8,63 ha, wovon rund 8 ha Gewässerfläche waren.
Im Oktober 1973 wurde die Fläche auf 15,44 ha erweitert und unter neuer Verordnung mit der Kennung 1412002 als Naturschutzgebiet ausgewiesen. Dabei wurden westliche Teile des vorherigen NSGs ausgegliedert, und östliche Flächen desselben Ausmaßes (rund 3,5 ha) wurden daran angeschlossen. 1984 und 1986 wurden von verschiedenen Seiten Anträge auf weitere Ausdehnung der geschützten Flächen gestellt. Den Anträgen wurde 1992 stattgegeben, und im Oktober 1995 erfolgte die Erweiterung auf die heutige Fläche von 28,23 ha.
Seit 1991 gehört das Naturschutzgebiet Enkheimer Ried zum Landschaftsschutzgebiet des Frankfurter Grüngürtels und bildet zusammen mit dem Südhang des nördlich daran anschließenden Berger Rückens dessen östlichste Ausdehnung. Durch das Ried und am Ufer des Riedteichs entlang führt ein Abschnitt des Grüngürtel-Rad-Rundweges; aus Gründen des Natur- und Vogelschutzes ist das Ufer des Gewässers für die Öffentlichkeit jedoch nicht direkt zugänglich.

## Flora und Fauna
Im Enkheimer Ried existiert eine Vielzahl seltener und geschützter Pflanzen- und Tierarten, die den Status als Naturschutzgebiet begründen. Besonders hervorzuheben sind mehrere als gefährdet eingestufte Arten von Orchideen sowie vom Aussterben bedrohte Tierarten wie die Europäische Sumpfschildkröte und mehrere ebenfalls gefährdete Arten von Enten (Stand: 2003).

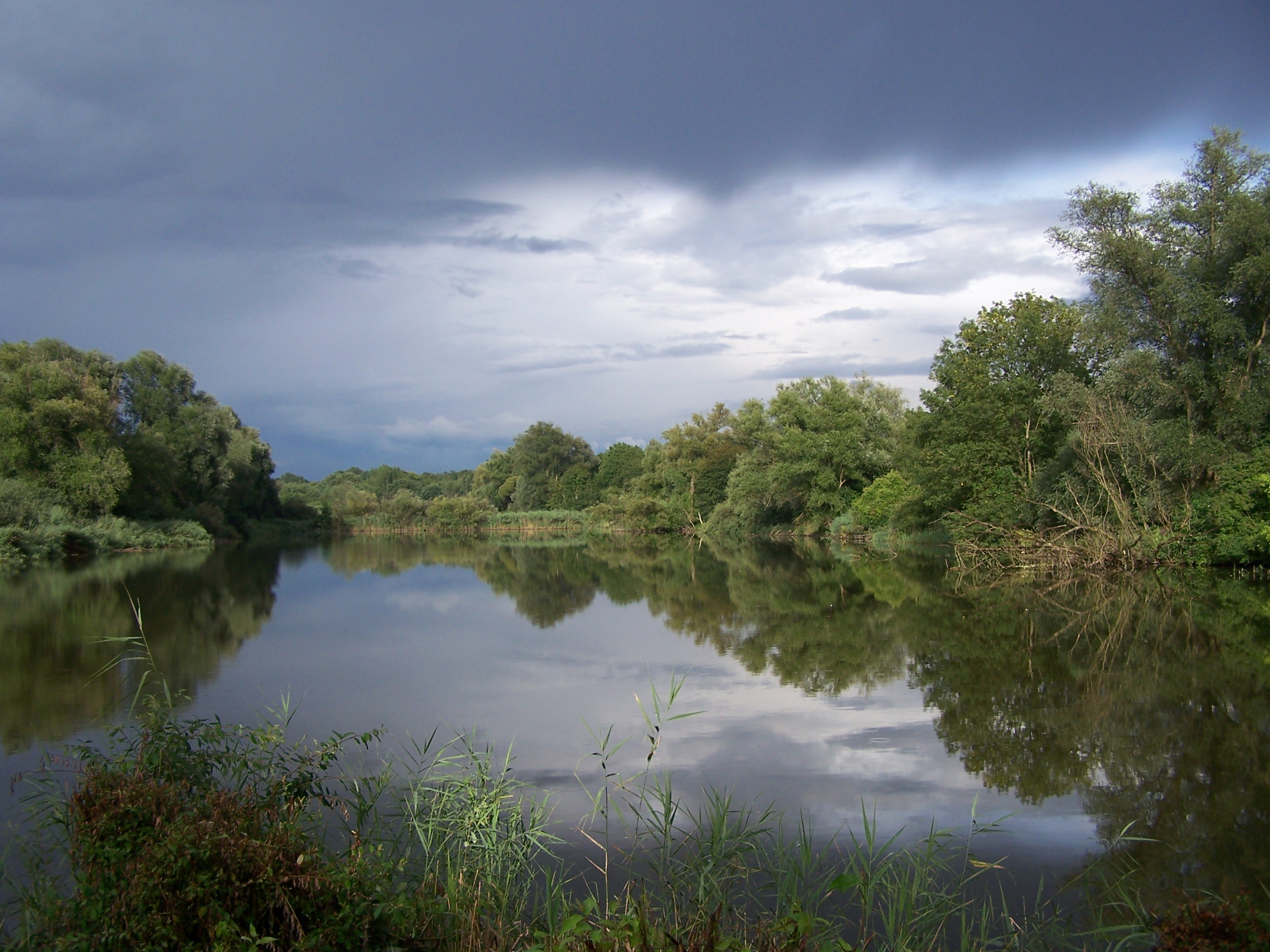
Das Enkheimer Ried beherbergt verschiedene Feuchtbiotope, deren Mittelpunkt der Riedteich bildet

### Biotope

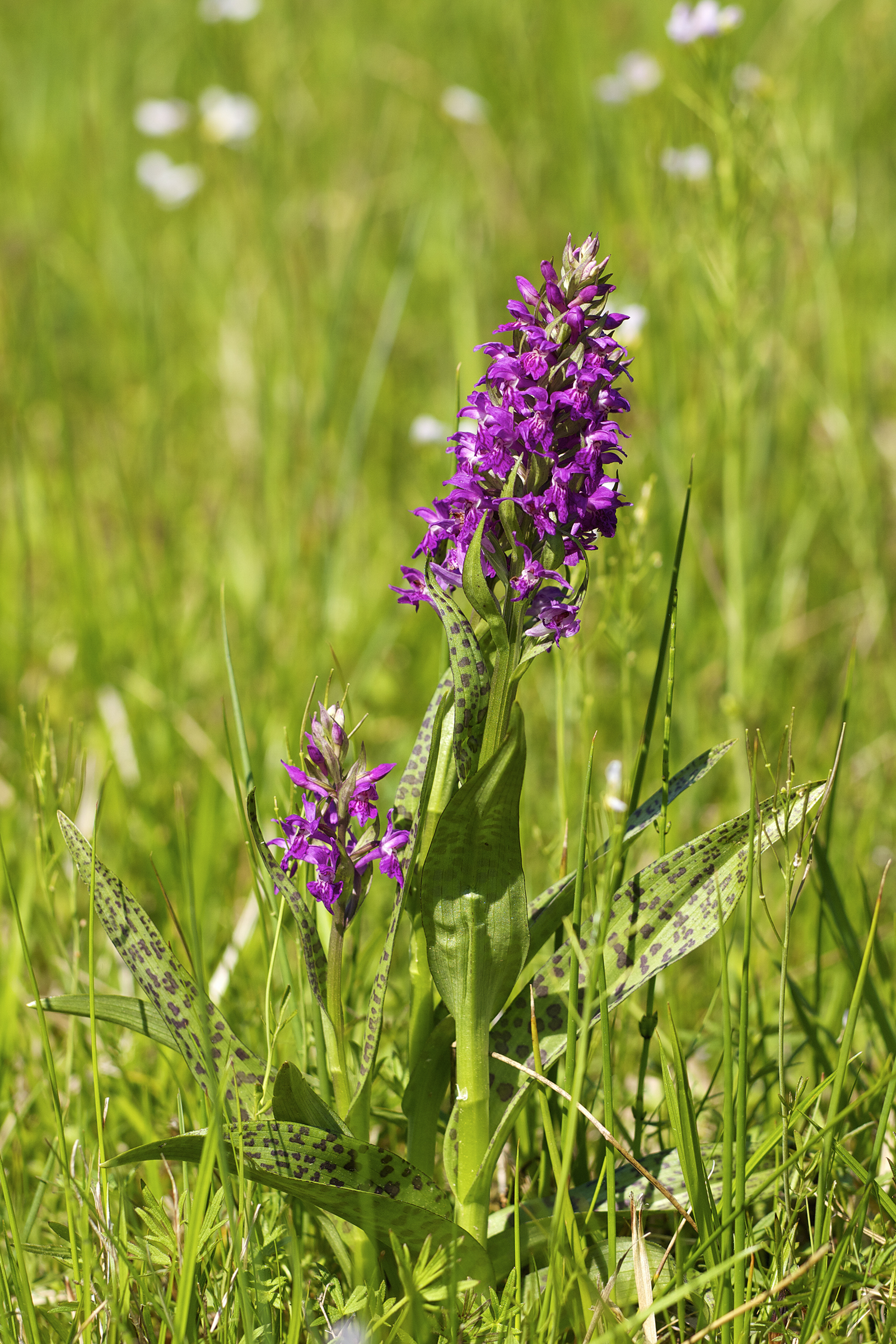
Das Breitblättrige Knabenkraut ist eine der im Enkheimer Ried vorkommenden, seltenen Orchideen-Arten

Die Pflanzengesellschaften des Naturschutzgebiets bilden mit den dort heimischen Tierarten verschiedene Biotope, die an das vorwiegend feucht-sumpfige Habitat angepasst sind. Dominierende Elemente des Gebiets sind der Riedteich sowie die sich östlich daran anschließende Aue des Tränkebachs/Riedgrabens. Dort herrschen Schilf- und Brunnenkresse-Röhrichte vor; am Ufer des Riedteichs sind außerdem für Feuchtbiotope typische Gehölze wie zum Beispiel die Schwarz-Erle (Alnus glutinosa) und mehrere Arten von Weidenbäumen (Salix) zu finden. Westlich des Teichufers befindet sich Grünland mit Feuchtwiesen, Seggenried und Glatthaferwiesen. Laut Hessischem Naturschutzgesetz, § 15d (2002) zählen zu den besonders geschützten Biotopen des Enkheimer Rieds Bereiche, die mit Sumpfwald und Auwald sowie mit Nasswiesen bestanden sind.

### Pflanzenarten
Bei mehreren, zwischen 1982 und 2000 in Abständen durchgeführten floristischen Untersuchungen wurden einige Pflanzenarten erfasst, die zum Zeitpunkt der Erfassung entweder als akut gefährdet galten oder auf der Vorwarnliste der Roten Liste für gefährdete Arten des Landes Hessen standen. Dazu zählen verschiedene Sumpf-Seggen-Arten wie die Scheinzypergras-Segge (Carex pseudocyperus) und die Fuchs-Segge (Carex vulpina) sowie die als gefährdet geltenden Orchideen-Arten Fleischfarbenes Knabenkraut (Dactylorhiza incarnata, Orchidee des Jahres 2015) und Breitblättriges Knabenkraut (Dactylorhiza majalis). Beispiele für verschiedene andere, ebenfalls geschützte Pflanzenarten im Enkheimer Ried sind der Zungen-Hahnenfuß (Ranunculus lingua aus der Familie der Hahnenfußgewächse), das Süßgras Trauben-Trespe (Bromus racemosus), die Sumpfpflanze Wasserfeder (Hottonia palustris) sowie der Korbblütler Wiesen-Alant (Inula britannica).
Starke Einbußen erlitt die Pflanzenvielfalt des Enkheimer Rieds durch Maßnahmen zur Befreiung des Gewässers von dichtem Röhricht-Bewuchs („Entschilfung“), die 1959 und 1964 durchgeführt wurden. Dabei wurden mit schwerem Gerät die Rhizome der Pflanzen auf einer Fläche von 38.000 m² aus dem Schlamm des Gewässers herausgerissen, und der Schlamm wurde anschließend mittels Bagger ausgehoben und am Ufer abgelagert, wodurch weitere Pflanzen vernichtet wurden.

### Tierarten
Seit den 1950er- bis in die 1990er-Jahre fanden mehrere wissenschaftliche Untersuchungen zu der im Enkheimer Ried heimischen Tierwelt statt. Aufgrund der Vielfalt des Artenvorkommens beschränkt sich dieser Artikel-Abschnitt auf die beispielhafte Nennung einiger gefährdeter oder besonders gefährdeter Arten.

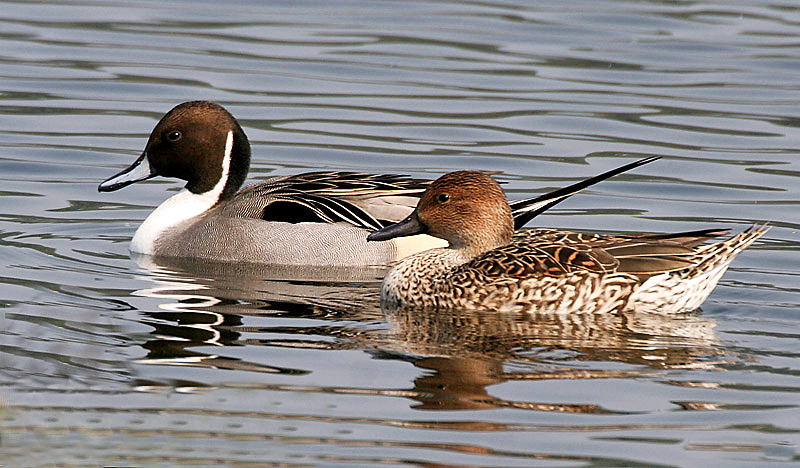
Die Spießente – eine von drei im Ried heimischen und gefährdeten Entenarten

#### Vögel
Für die Beobachtung von Vogelarten im Ried ist die Vogelkundliche Beobachtungsstation Untermain zuständig, mit Sitz im nordöstlich benachbarten Naturschutzgebiet Berger Hang. Diese stellte bei Untersuchungen in den Jahren 1992 und 1999 das Vorkommen von insgesamt 140 Vogelarten fest. Als vom Aussterben bedrohte Wasservögel werden die Krickente (Anas crecca), die Löffelente (Anas clypeata) und die Spießente (Anas acuta) genannt. Alle drei Arten standen 1997 auf der Roten Liste der Vögel Hessens. Weitere im genannten Zeitraum beobachtete Arten sind die Waldschnepfe (Scolopax rusticola, gefährdet) und der Flussuferläufer (Tringa hypoleucos, stark gefährdet). Für denselben Zeitraum galten zehn Vogelarten als ehemalige Brutvögel und mehrere andere Arten als im Bestand rückläufig. Dessen ungeachtet wurde das Enkheimer Ried als „regional bedeutendes Vogelbrutgebiet“ eingestuft.

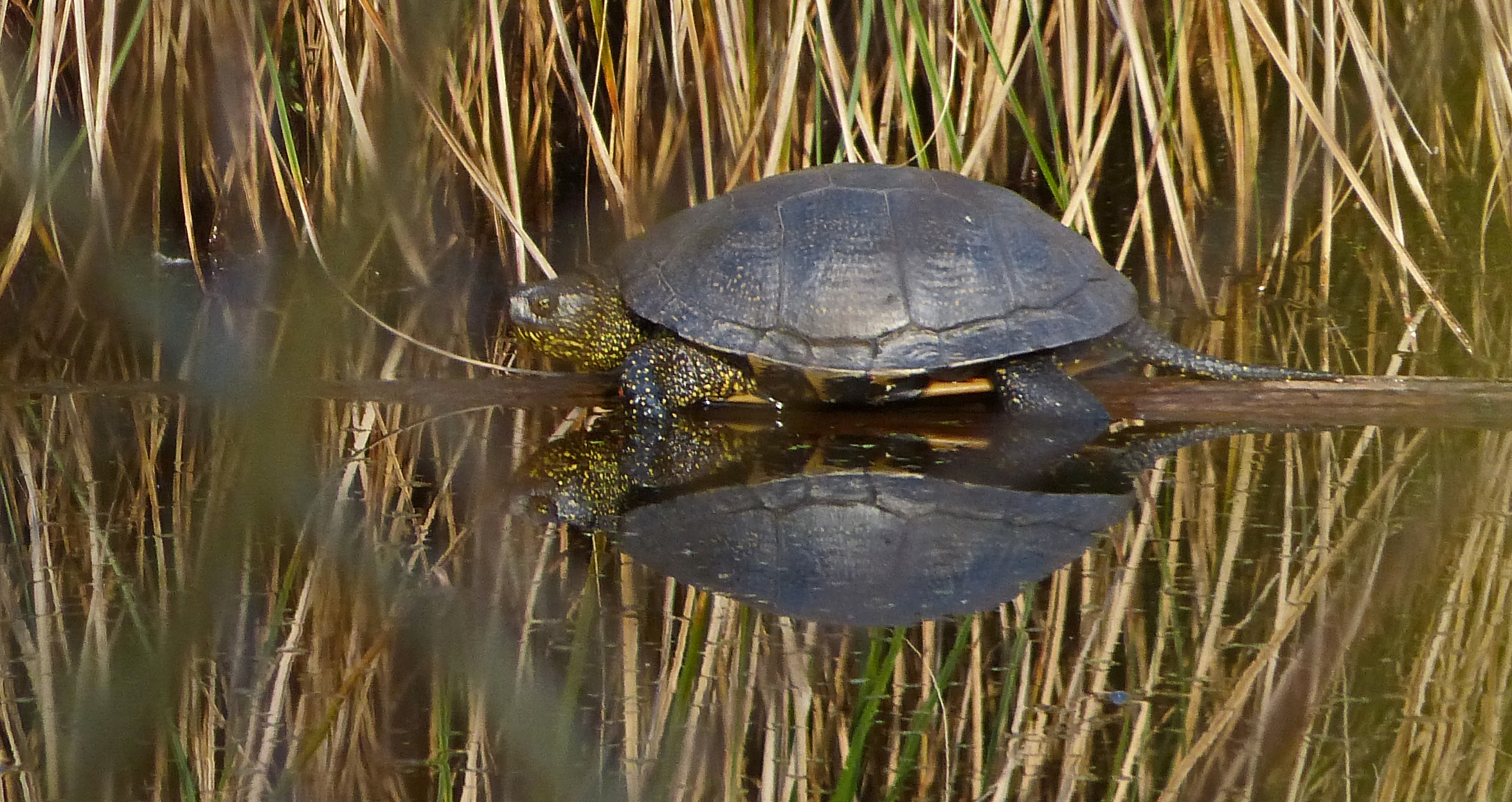
Europäische Sumpfschildkröte, eine der seltensten Tierarten im Enkheimer Ried

#### Reptilien
Von den Reptilienarten des Enkheimer Rieds gilt die Europäische Sumpfschildkröte (Emys orbicularis) als die dort am besten untersuchte Art. Das lokale Vorkommen dieser vom Aussterben bedrohten Art gilt durch Funde von fossilen Schildkrötenpanzern für die vergangenen 5000 Jahre als belegt. In den späten 1990er-Jahren war der Bestand im Ried auf eine Restpopulation von weniger als zehn Tieren gesunken, die als „letzte reproduktionsfähige“ Population in Deutschland eingestuft wurde. Für diesen Restbestand wurden besondere Schutzmaßnahmen wie die Aufschüttung von Eiablageplätzen ergriffen.

#### Amphibien
Im Jahr 1955 wurden im Ried insgesamt elf Arten von Amphibien festgestellt, darunter drei Arten von Molchen, vier Arten von Fröschen und mehrere Kröten-Arten. Es wird vermutet, dass diese Bestände durch die „Entschilfungs“-Maßnahmen der 1950er- und 1960er-Jahre (siehe oben) deutlich zurückgegangen sind. In den 1990er-Jahren konnten im Naturschutzgebiet noch die durch die Bundesartenschutzverordnung geschützten Amphibienarten Grasfrosch (Rana temporaria) und Teichfrosch (Rana klepton esculenta) sowie die Erdkröte (Bufo bufo) nachgewiesen werden.

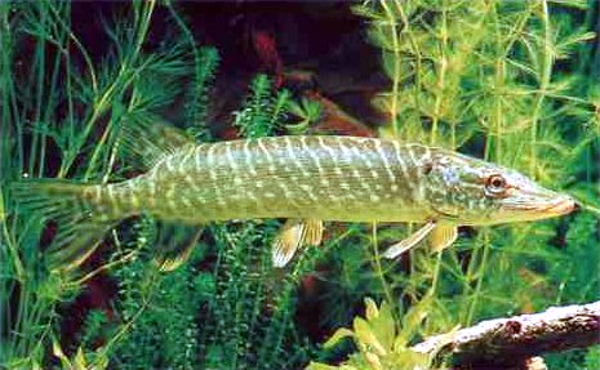
Die Bestände des Hechts im Riedteich blieben vermutlich durch künstlichen Besatz erhalten

#### Fische
Eine Untersuchung des Jahres 1987 erbrachte Erkenntnisse über die Bestände von insgesamt neun Arten von Fischen im Riedteich. Dazu zählen die im Bundesland Hessen als gefährdet eingestuften Arten Europäischer Hecht (Esox lucius, stark gefährdet; im Enkheimer Ried vermutlich durch Besatzmaßnahmen erhalten), Schleie (Tinca tinca) und Rotfeder (Scardinius erytrophthalmus). 1992 wurde außerdem von Vorkommen des Dreistachligen Stichlings (Gasterosterus aculeatus) sowie des Moderlieschens (Leucaspius delineatus, vermutlich gefährdet) berichtet. Jüngeren Spekulationen zufolge soll auch der Europäische Wels (Silurus glanis) im Riedteich vertreten sein.

#### Säugetiere
Das 1992 im Enkheimer Ried nachgewiesene Säugetiervorkommen ist mit fünf Arten gering. Dies sind Reh (Capreolus capreolus), Feldhase (Lepus europaeus), Wildkaninchen (Oryctolagus cuniculus), Waldspitzmaus (Sorex araneus) und Erdmaus (Microtus arvalis).

#### Wirbellose
Zu den im Naturschutzgebiet heimischen wirbellosen Tieren zählen 105 Arten von Käfern (1999), 17 Arten von Tagfaltern (1992), 19 Arten (1982) beziehungsweise 16 Arten (1992) von Libellen und 11 Arten von Heuschrecken. Mit 80 vertretenen Arten häufig anzutreffen sind Spinnen, davon 8 gefährdete einheimische Arten. Über das Vorkommen von Weberknechten lagen zu den angeführten Zeiten keine neueren Erkenntnisse vor; ähnliches gilt für etwaige Bestände an Weichtieren (insbesondere Schnecken), deren Artenzahl im Jahr 1955 auf insgesamt 45 beziffert wurde. Auch für Weichtiere gilt die Vermutung, dass deren Zahl und Vielfalt stark durch menschliche Eingriffe („Entschilfung“) dezimiert wurde.

## Verkehrsanbindung
Das Enkheimer Ried ist für Besucher direkt nur zu Fuß und mit dem Fahrrad erreichbar. Der ausgeschilderte Grüngürtel-Radrundweg führt am westlichen Ufer des Riedteichs vorbei. Über eine Distanz von rund einem Kilometer leitet er von der Marktstraße im nördlich gelegenen Stadtteilbezirk Bergen-Ost auf einer steilen Gefällestrecke den Südhang des Berger Rückens hinunter in das Naturschutzgebiet. Von Süden kommend verläuft der Radrundweg von der Mainkur durch Fechenheimer und Enkheimer Wald zum Ried.
Entlang der östlichen Grenze des Enkheimer Rieds, gelegen an der Gemarkungsgrenze Frankfurts zu Bischofsheim, verläuft außerdem ein Abschnitt des ebenfalls ausgeschilderten Grüngürtel-Rundwanderwegs. Der Wanderweg überquert dort den Tränkebach/Riedgraben und dessen Bachaue in nord-südlicher Richtung. Von Bischofsheim aus führen mehrere Wald- und Feldwege nach Westen ins Enkheimer Ried. Um den Riedteich herum ist ein etwa 2,5 km langer Wanderweg angelegt; wegen streckenweise dichter Vegetation kann der Teich auf diesem Weg nur vom Süd- (Nachtigallenweg) und Westufer (Rote Grabenschneise) aus eingesehen werden.
Die nächstgelegene Haltestelle des öffentlichen Personennahverkehrs ist die Bushaltestelle Riedbad der Linie 42 der Frankfurter Verkehrsgesellschaft VgF westlich des Naturschutzgebiets. In deren Nachbarschaft, am Hallenbad Bergen-Enkheim, befindet sich ein öffentlicher Parkplatz für den motorisierten Individualverkehr – die Anfahrt ist über die Enkheimer Straßen Fritz-Schubert-Ring und Leuchte möglich. Das Westufer des Riedteichs liegt in etwa 200 m Entfernung östlich vom Schwimmbad. Dieser Zugang ist als barrierefrei ausgewiesen. Die im Norden des Enkheimer Rieds befindliche Bushaltestelle Bergen-Ost, die von der Linie 43 bedient wird, liegt in unmittelbarer Nähe des Grüngürtel-Rundwanderwegs. Dieser führt von dort aus über rund 1,5 km Wegstrecke in zunächst östlicher, dann südlicher Richtung den Berger Hang hinunter zum Naturschutzgebiet.